# Silas H. Stringham
Le contre-amiral Silas Horton Stringham', né le 7 novembre 1798 à Middletown et mort le 7 février 1876 à Brooklyn, est un officier de la marine des États-Unis.

## Biographie
Né à Middletown, Stringham entre dans la Marine le 15 novembre 1809, âgé de seulement 11 ans. Il obtient une promotion au grade d'aspirant le 19 juin 1810 en servant sous les ordres du capitaine John Rodgers, commandant d'une frégate. Il sert lors de la Little Belt Affair en mai 1811 ainsi que lors de l'engagement contre le HMS Belvidera le 23 juin 1812.
Étant promu lieutenant le 9 décembre 1814, il est affecté au brick Spark sous les ordres du capitaine Thomas Gamble qui fait partie de l' escadre de Stephen Decatur dans les guerres de Barbarie et participe à la prise d'une frégate algérienne. Au début de 1816, alors que le brick Spark est à Gibraltar, un brick français, tentant d'entrer dans la baie par un coup de vent, chavire. Stringham et six marins embarquent dans un petit bateau et rejoignent le brick français. Ils sauvent cinq membres d'équipage. Il tente de retourner au brick Spark mais ne pouvant y arriver, ils font demi-tour et se dirige vers la côte algérienne. Malheureusement, leur embarcation est détruite par les vagues : un membre de son équipage et deux français périssent noyés.
En 1819, Stringham sert à bord du Cyane, transportant des colons noirs au Liberia. Alors que le Cyane est au large des côtes africaines, le capitaine Edward Trenchard donne à Stringham le commandement d'un bateau pour capturer quatre esclavagistes. En 1821, Stringham est nommé premier lieutenant du brick Hornet dans l'escadron des Antilles. De 1825 à 1829, il sert au chantier naval de Brooklyn Navy Yard. À la fin de 1829, il est nommé premier lieutenant du Peacock pour participer à la recherche de son ancien navire Hornet qu'il avait cru perdu. Pendant la recherche, il est transféré sur le sloop Falmouth et envoyé à Carthagène pour finalement revenir à New York en 1830.
Il est promu commandant le 3 mars 1831 et pendant les cinq années suivantes, il est engagé à terre. En 1836-1837, il sert dans l' escadre de la Méditerranée, commandant le John Adams. Il repart ensuite au chantier naval de New York Brooklyn Navy Yard.
Promu capitaine en 1841, il commande l' Indépendance dans l' Home Squadron en 1843, puis revient au Brooklyn Navy Yard de Brooklyn, en tant que Commandant en 1845-1846. À la fin de 1846, il prend le commandement du navire de ligne Ohio et, pendant la guerre américano-mexicaine, participe au bombardement de Veracruz, assiégée par les troupes du général Winfield Scott. Peu de temps après, il commande l' escadron du Brésil puis, en 1851, prend en charge le chantier naval de Gosport. Entre 1852 et 1855, il commande l'escadre de la méditerranée, son vaisseau amiral étant la frégate Cumberland. Par la suite, il revient à Gosport. Il y reste jusqu'en 1859.
Au début de la guerre civile en avril 1861, il est nommé officier de pavillon de l'escadre du blocus de l'Atlantique. En août, il est envoyé avec des troupes sous le commandement du général Benjamin F. Butler pour capturer deux forts côtiers près du cap Hatteras. Dans la bataille qui a suivi, les fortifications ont été capturées sans perte, mais non sans difficulté en raison des conditions météorologiques. La flotte revient à Fort Monroe sous l'acclamation générale. Cependant, les critiques contre Stringham n'ont pas tardé : il lui est reproché de ne pas avoir concentré ses navires et continuer d'attaquer le long de la côte. Le fait que ses navires avaient un trop grand tirant d'eau pour entrer dans les eaux côtières peu profondes et qu'il lui avait été ordonné de revenir immédiatement est finalement apparu au grand jour, mais apparemment trop tard pour apaiser son irritation. Ainsi, le mois suivant, à sa propre demande, il est relevé de son commandement. Le 1er août 1862, à titre de petite compensation, il est promu au rang de contre-amiral sur la liste des retraités.
Bien qu'il ne soit plus en service actif, Stringham est nommé commandant du chantier naval de Boston entre 1864 et 1866 puis amiral du port de New York en 1870 .
Il est mort à Brooklyn, en 1861. Il est enterré à Greenwood Cemetery, Brooklyn.
Deux navires de la Marine ont été nommés USS Stringham en son honneur.